# Ejército de Maniobra
El Ejército de Maniobra fue una formación militar del Ejército Popular de la República que participó en la guerra civil española. Creado por iniciativa del general Rojo, durante su corta existencia constituyó el brazo ejecutor de las ofensivas del Ejército Republicano.

## Historial de operaciones
Se constituyó como unidad en septiembre de 1937 con la agrupación de los cuerpos de ejército V, XVIII, XX, XXI y XXII. El área de estacionamiento del Ejército de Maniobra iba desde Benifallet, en el Ebro, hasta enlazar con el Ejército de Levante más al sur. En los primeros momentos tuvo instalado su cuartel general en Cherta (Tarragona) y no dispuso de un mando efectivo, si bien se encontraba bajo la supervisión personal del general Vicente Rojo.
El 9 de febrero el general Leopoldo Menéndez López fue puesto al mando del Ejército, quedando a su cargo los cuerpos de ejército V, XXII y XXI. Sin embargo, no puedo evitar la pérdida de Teruel a finales de febrero como tampoco pudo frenar el hundimiento del Frente de Aragón al mes siguiente. En el mes de abril sus unidades quedaron divididas en dos al quedar Cataluña aislada del resto de la zona republicana, por lo que perdió a los cuerpos de ejército XVIII y V. Mientras, el resto de fuerzas siguieron constituyendo el Ejército de Maniobra al sur del Ebro.
El principal objetivo de los franquistas entonces era avanzar hacia Valencia, anterior sede del Gobierno de la República y capital de la huerta levantina. Las fuerzas del Ejército de Maniobra, bien reorganizadas tras los anteriores fracasos en Aragón, opusieron una tenaz resistencia apoyándose en el terreno montañoso del Maestrazgo. No obstante, los ejércitos de Levante y el de Maniobra fueron unificados en un nuevo Ejército de Levante bajo el mando nuevamente de Menéndez, el 20 de junio.

## Orden de batalla

### Noviembre de 1937
| Cuerpo de Ejército dependiente | Divisiones integradas | Sector          |
| Ejército de Maniobra           |                       |                 |
| V Cuerpo de Ejército           | 46.ª, 47.ª y 35.ª     | Reserva general |
| XVIII Cuerpo de Ejército       | 34.ª, 70.ª y 72.ª     | Reserva general |
| XX Cuerpo de Ejército          | 66.ª, 67.ª, 68.ª      | Reserva general |
| XXI Cuerpo de Ejército         | 27.ª, 28.ª y 45.ª     | Binéfar         |
| XXII Cuerpo de Ejército        | 11.ª y 25.ª           | Aragón          |

### Mayo de 1938
| Cuerpo de Ejército dependiente | Divisiones integradas   | Sector  |
| Ejército de Maniobra           |                         |         |
| XX Cuerpo de Ejército          | 49.ª, 50.ª y 68.ª       | Levante |
| XXI Cuerpo de Ejército         | 22.ª, 14.ª, 25.ª y 70.ª | Levante |
| XXII Cuerpo de Ejército        | 19.ª, 41.ª y 47.ª       | Levante |

## Mandos
Comandante en jefe
- Coronel Leopoldo Menéndez López;[2]

Jefe de Estado Mayor
- Coronel de Estado Mayor Federico de la Iglesia Navarro;[7]

Comisario general
- Pedro Bono Piombo,[7] del PCE-PCI;